# Araucaria

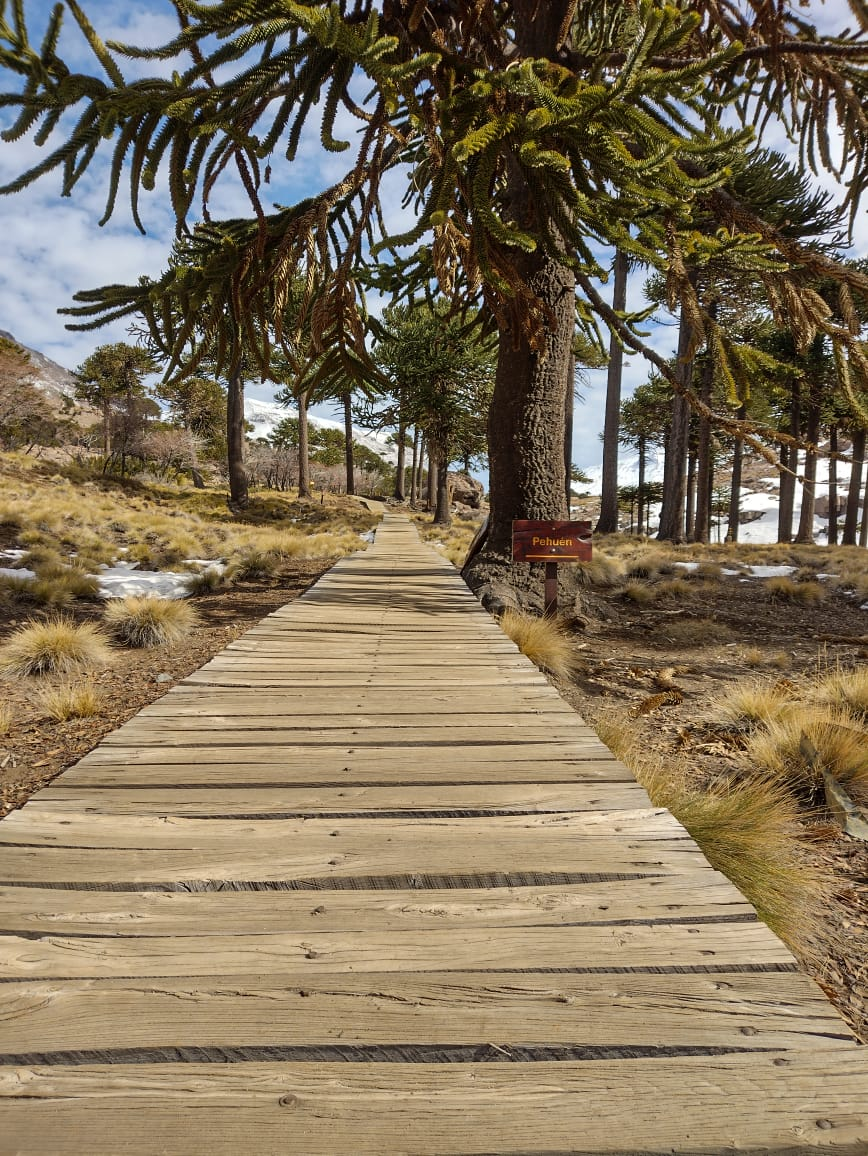
Araucarias en Pehuén, Caviahue, Neuquén, Argentina.

Araucaria es un género de  coníferas de la familia Araucariaceae. Hay 19 especies en el género, con una distribución repartida en el hemisferio sur; y cuyas semillas son comestibles. 

## Distribución
En América se encuentra al sur del continente; en Chile en la Región de La Araucanía y en la Patagonia; en Argentina, tanto en la Patagonia como en la selva subtropical serrana del nordeste; en el norte de Uruguay; en Brasil meridional y el este de Paraguay. 
En Oceanía está presente  en Nueva Caledonia —con 13 especies endémicas—; en la isla Norfolk, Australia oriental y Nueva Guinea.
Diversas especies del género se han introducido como plantas ornamentales en Europa y Norteamérica.

## Descripción
Muchas, si no todas las poblaciones actuales, son relictas.
Se encuentran en bosques y estepas, con una afinidad para los sitios expuestos. Estos árboles columnados son fósiles vivientes, de la edad Mesozoica. Los registros fósiles demuestran que el género también estuvo antes en el hemisferio norte hasta el final del período Cretácico. 
El nombre del género deriva de la región de Arauco, pues la especie Araucaria araucana crece en ambas cordilleras de esta zona y los pehuenches ("gente de la araucaria"), integrantes del pueblo mapuche, cosechan las semillas extensivamente para alimento. Muchos lo llaman "piñón", a pesar de que su relación con los pinos (Pinus) es muy lejana. Ellos llaman a este árbol Pehuén y utilizan sus semillas o piñones como alimento y lo consideran un regalo y símbolo de su dios, Ngenechén.
Son principalmente árboles grandes con un vástago erguido masivo, alcanzando una altura de 30 a 80 m. Las ramas suelen ser horizontales, y bien separadas; estando cubiertas con hojas coriáceas aciculares. 
En algunas especies, las hojas son lanceoladas y de forma estrecha, traslapándose apenas, en otras son anchas y planas, y se traslapan ampliamente. Los árboles son sobre todo dioicos, los conos masculinos y femeninos se presentan en árboles separados.
Los conos femeninos, generalmente en la copa del árbol, son globosos, y varían de tamaño según la especie a partir de un diámetro de 7 a 25 cm. Contienen de 80 a 200 semillas, grandes y comestibles, similares a las tuercas de pino, pero mayores. 
Los conos masculinos son más pequeños, de 4 a 10 cm, con forma de cilíndrico, de 1,5 a 5 cm de ancho.
Si bien, por su lento crecimiento, no tienen la misma difusión que otras especies de árboles ornamentales, es posible ver algunos ejemplares en los grandes parques y plazas de en gran parte del mundo.
La cantidad de niveles de sus ramas corresponden a la cantidad de años del árbol.

## Especies

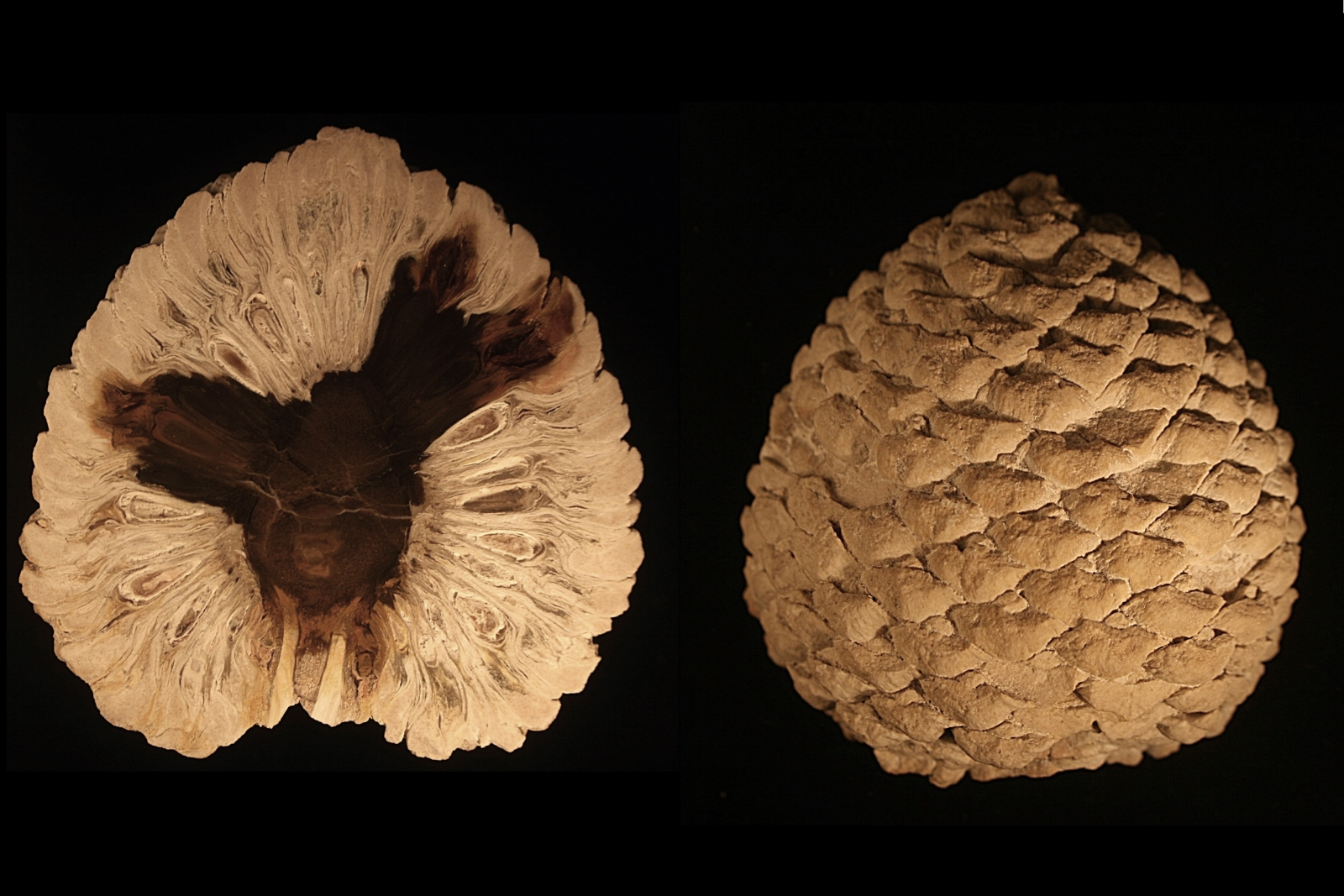
Cono petrificado de Araucaria sp. de la Patagonia argentina, que se remonta al periodo jurásico (aprox. 210 millones de años).

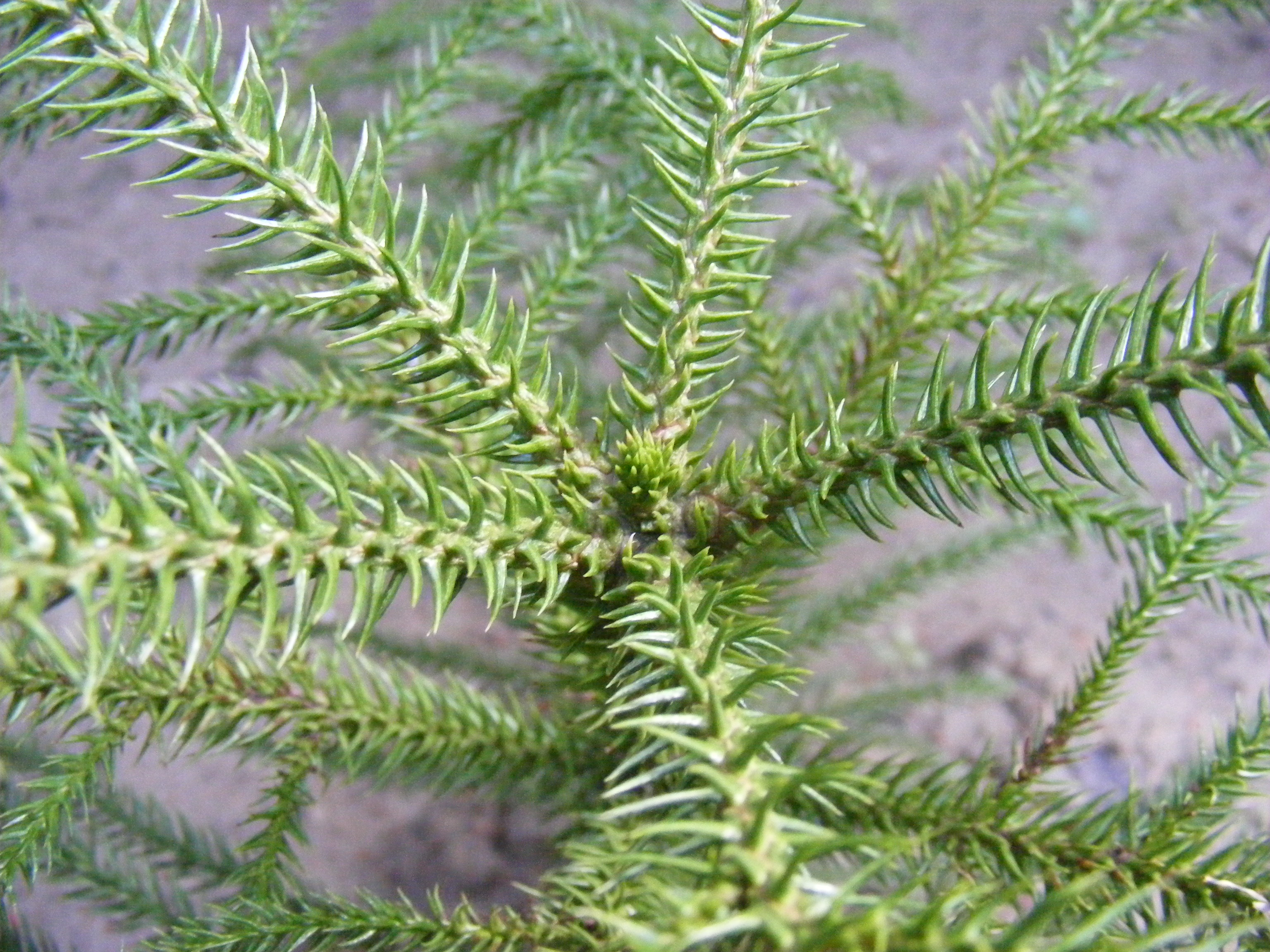
Retoño de Araucaria columnaris, procedente de Kolkata (India), con la distintiva yema axial.

Hay dos secciones en el género, a veces tratadas como géneros separados:

### SecciónAraucaria
Hojas anchas, conos de más de 12 cm de diámetro y germinación de semillas hipógea. Sin. secc. Columbea, a veces subdividida en tres secciones o subsecciones.
- Araucaria angustifolia (Bertol.) Kuntze. Curý o "Pino Paraná"; sudeste y sur de Brasil, noreste de Uruguay y noreste de Argentina.
- Araucaria araucana (Molina) K.Koch. Araucaria de Chile, pewen o pehuén, Chile central-sur y sudoeste de Argentina.
- Araucaria bidwillii Hook. Este de Australia (a veces ubicada en la sección Bunya).
- Araucaria hunsteinii de Nueva Guinea (a veces ubicada en la sección Intermedia).

### SecciónEutacta
Hojas estrechas, como punzones; conos de menos de 12 cm de diámetro y germinación de semillas epígea.
- Araucaria bernieri. Nueva Caledonia.
- Araucaria biramulata. Nueva Caledonia.
- Araucaria columnaris (Forster) Hook.; Nueva Caledonia.
- Araucaria cunninghamii Aiton ex D. Don; pino de bahía Moretón; Australia oriental y Nueva Guinea.
- Araucaria heterophylla (Salisb.) Franco. Sinónimo de Araucaria excelsa; pino de la isla de Norfolk; isla de Norfolk.
- Araucaria humboldtensis. Nueva Caledonia.
- Araucaria laubenfelsii. Nueva Caledonia.
- Araucaria luxurians. Nueva Caledonia.
- Araucaria montana. Nueva Caledonia.
- Araucaria muelleri. Nueva Caledonia.
- Araucaria nemorosa. Nueva Caledonia.
- Araucaria rulei. Nueva Caledonia.
- Araucaria schmidii. Nueva Caledonia.
- Araucaria scopulorum. Nueva Caledonia.
- Araucaria subulata. Nueva Caledonia.

## Araucarias en la historia
- En 1835, Charles Darwin —en su viaje alrededor del mundo en el HMS Beagle— descubrió un bosque con más de 52 araucarias fósiles en posición de vida, en Paramillos de Uspallata.
- Alrededor del año 1890, el embajador de Chile en México le presentó de regalo a don Porfirio Díaz un cargamento de araucarias traídas por mar desde su país. Posiblemente fueron las primeras araucarias que jamás habrán llegado a México. Muchas de aquellas araucarias subsisten aún en el Parque Juárez (inaugurado en 1892 para celebrar el 400 aniversario del primer viaje de Cristóbal Colón) y en los atrios de varias iglesias de Xalapa, Veracruz, así como en la Plaza de la Corregidora en la Ciudad de Querétaro, Querétaro, y seguramente en otras poblaciones del país.
- Para conmemorar la Batalla de Concepción de 1882 entre las fuerzas peruanas y soldados chilenos en Concepción (Junín, Perú), en la que murió una compañía completa de chilenos, después de casi 50 años una delegación diplomática chilena plantó 4 araucarias en la Plaza de Armas de Concepción en honor a sus caídos. De estas araucarias, sobreviven hasta ahora solo dos, que tienen una altura de casi 20 metros cada una.

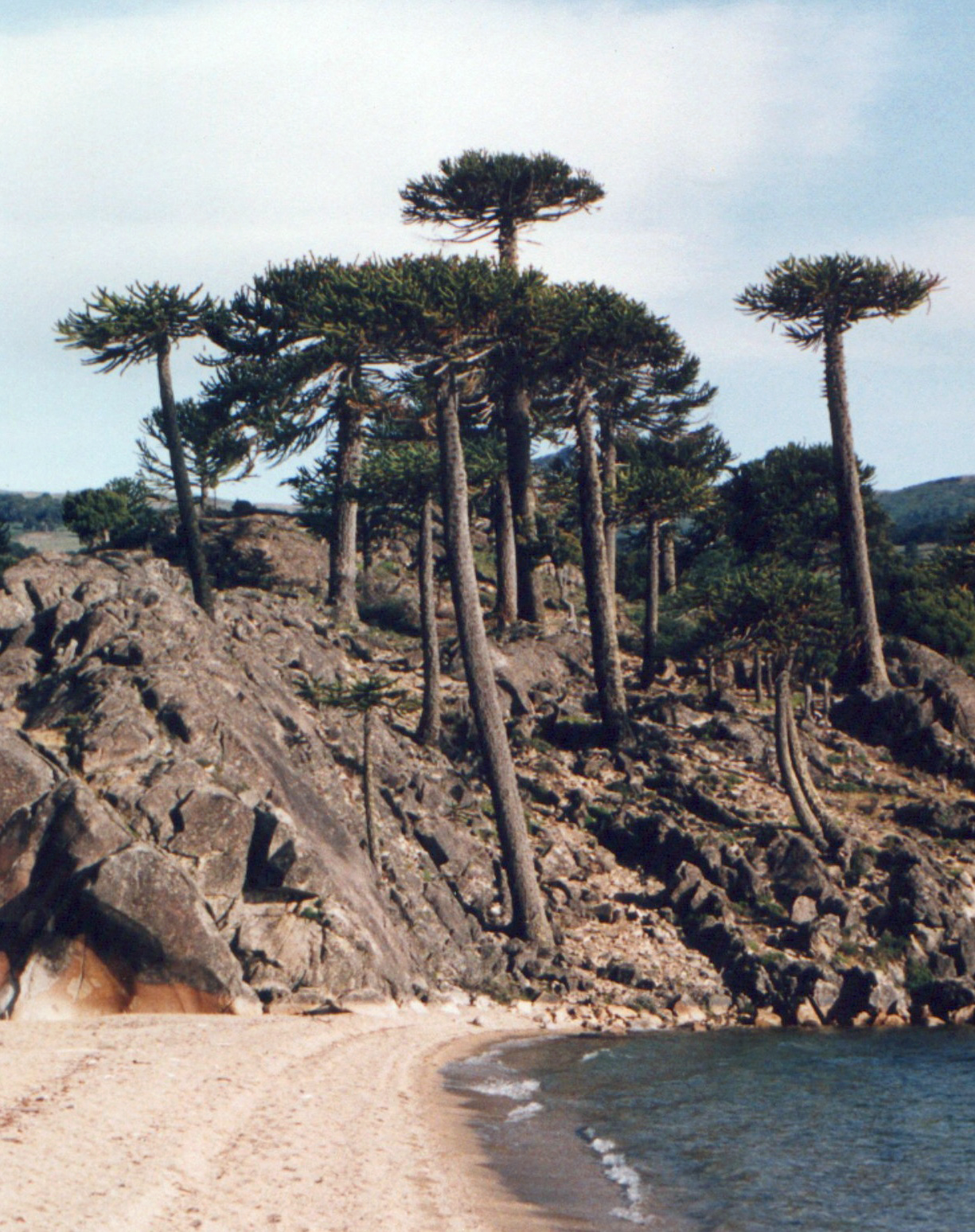
Araucaria araucana (en Provincia del Neuquén).
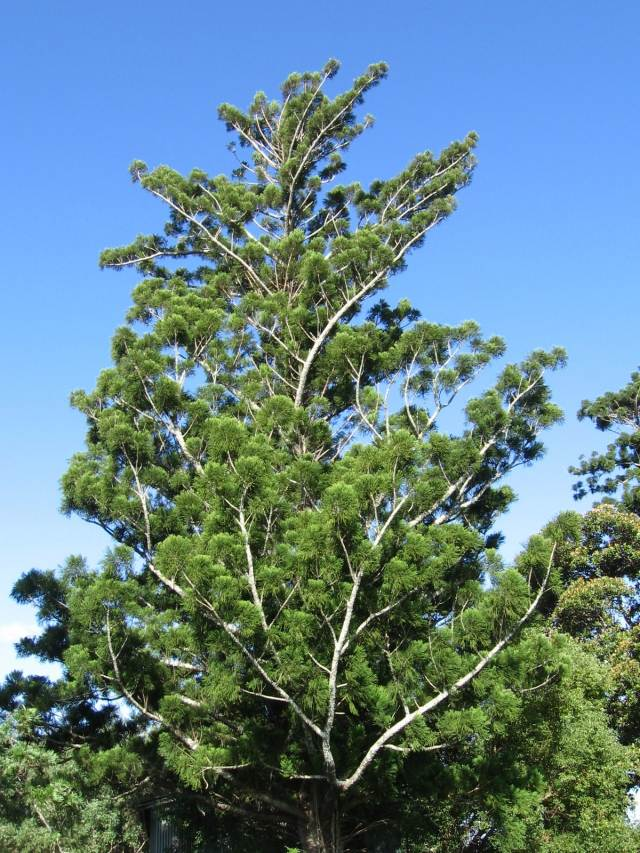
Araucaria cunninghamii.
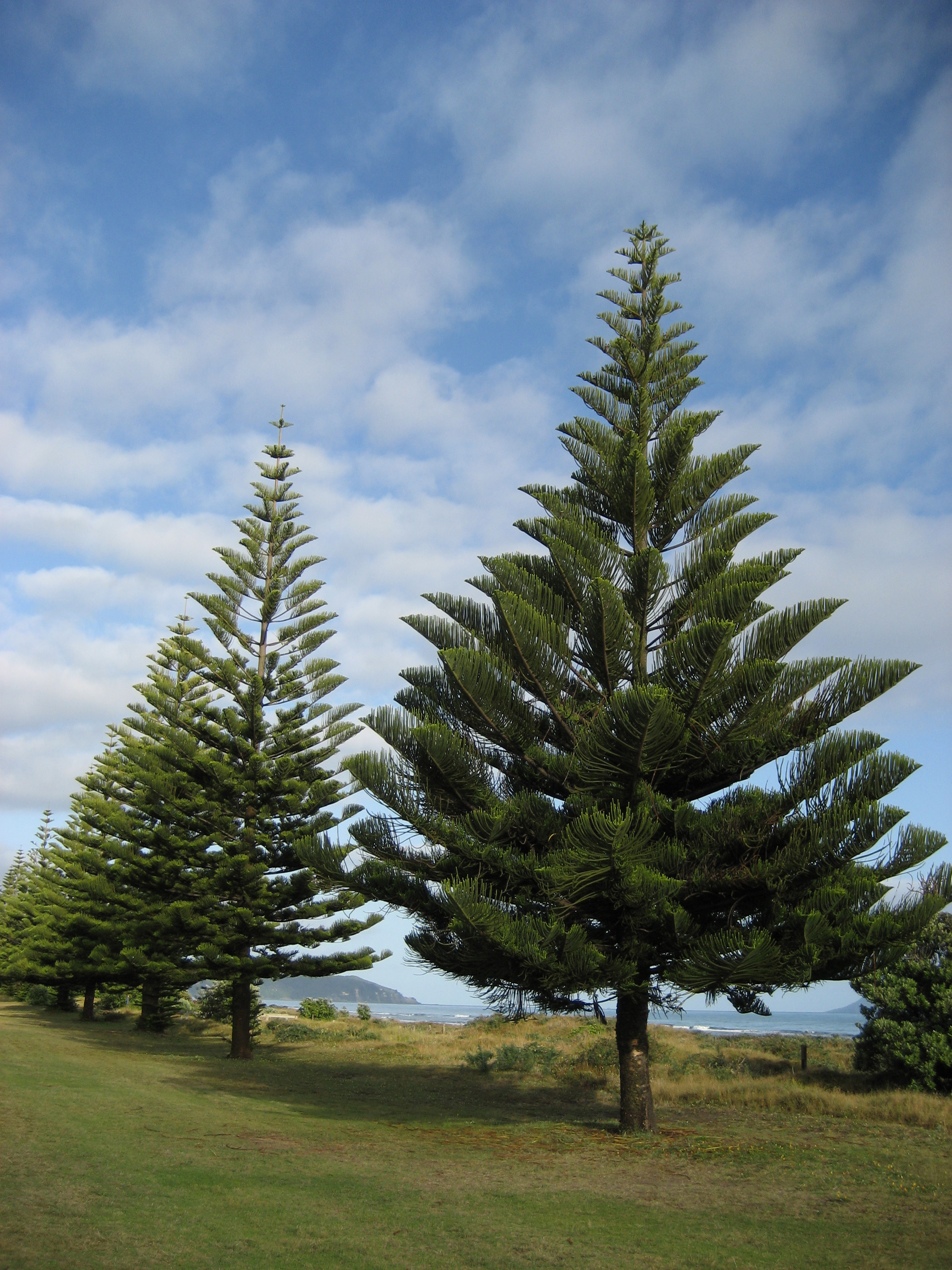
Araucaria heterophylla.
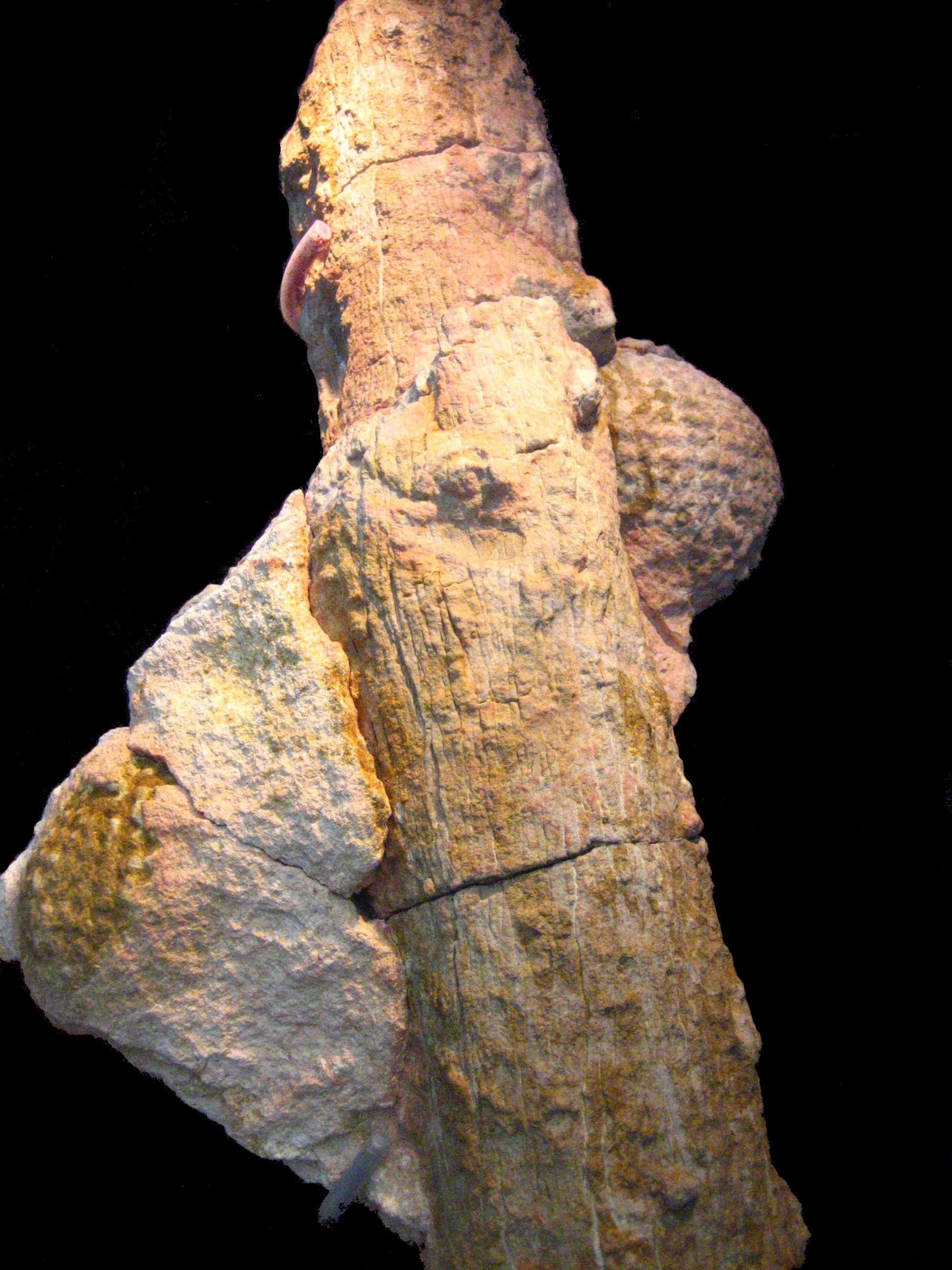
Araucaria mirabilis (fósil)